# Dysdera kusnetsovi
Dysdera kusnetsovi är en spindelart som beskrevs av Peter Mikhailovitch Dunin 1989. Dysdera kusnetsovi ingår i släktet Dysdera och familjen ringögonspindlar.
Artens utbredningsområde är Turkmenistan. Inga underarter finns listade i Catalogue of Life.